# Льодовиковий валун (втрачена)
Пам'ятка природи «Льодовиковий валун» (втрачена) — об'єкт природно-заповідного фонду, що був оголошений рішенням Сумського Облвиконкому № 305 20.07.1972 року на землях Роменського міськвиконкому (На Покорівській горі, вул. Комсомольська). Адміністративне розташування — місто Ромни, Сумська область.

## Характеристика
Площа — 0,01 га.
Об'єкт на момент створення був свідченням булого зледеніння нашого краю.

## Скасування
Рішенням Сумської обласної ради № 227 10.12.1990 року пам'ятка була скасована.
Скасування статусу відбулось з причини перевезення валуна в краєзнавчий музей м. Ромни.
Вся інформація про створення об'єкта взята із текстів зазначених у статті рішень обласної ради, що надані Державним управлянням екології та природних ресурсів Сумської області Всеукраїнській громадській організації «Національний екологічний центр України»..